# Luigi Vanvitelli

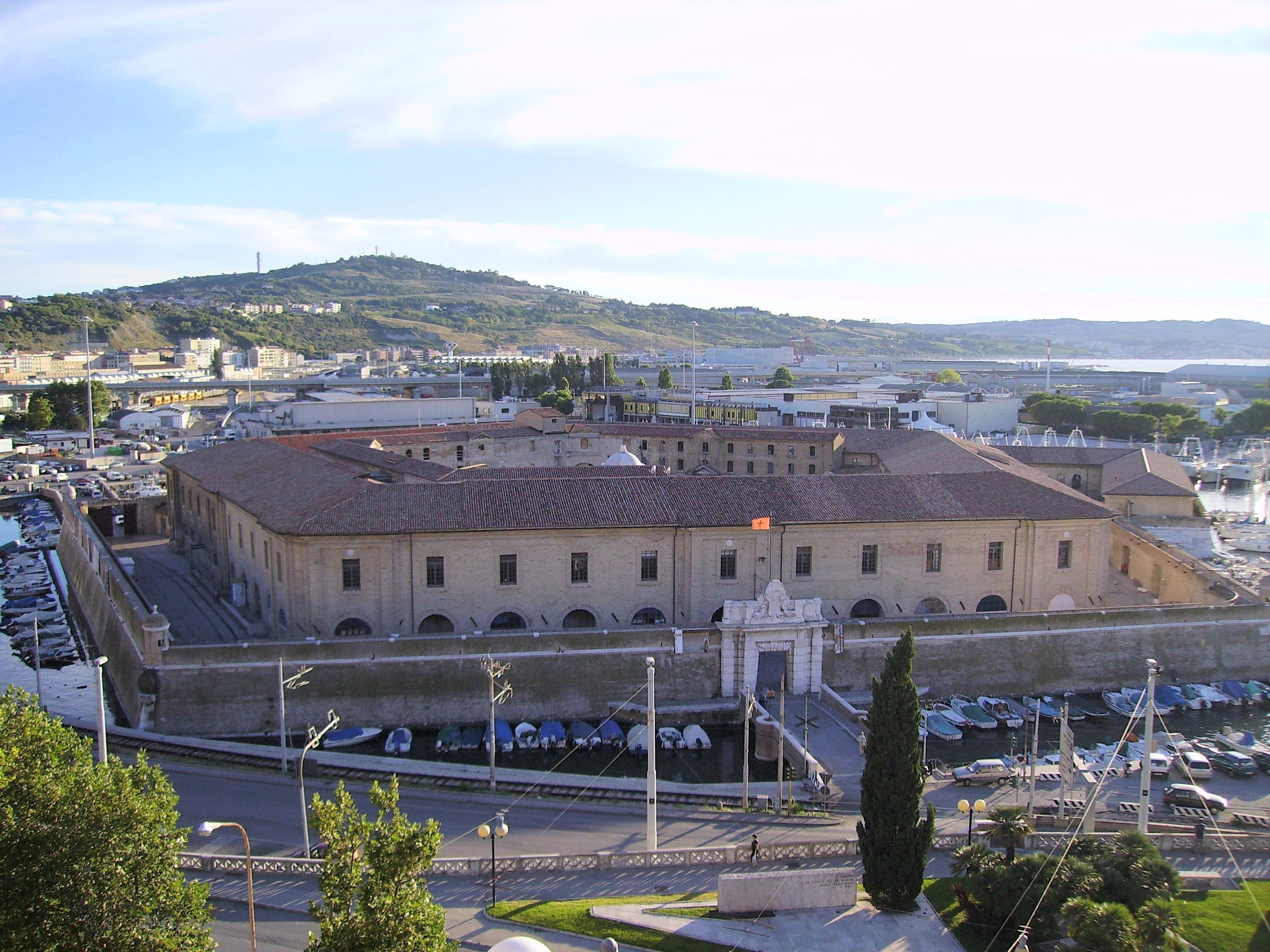
Het Lazzaretto in Ancona

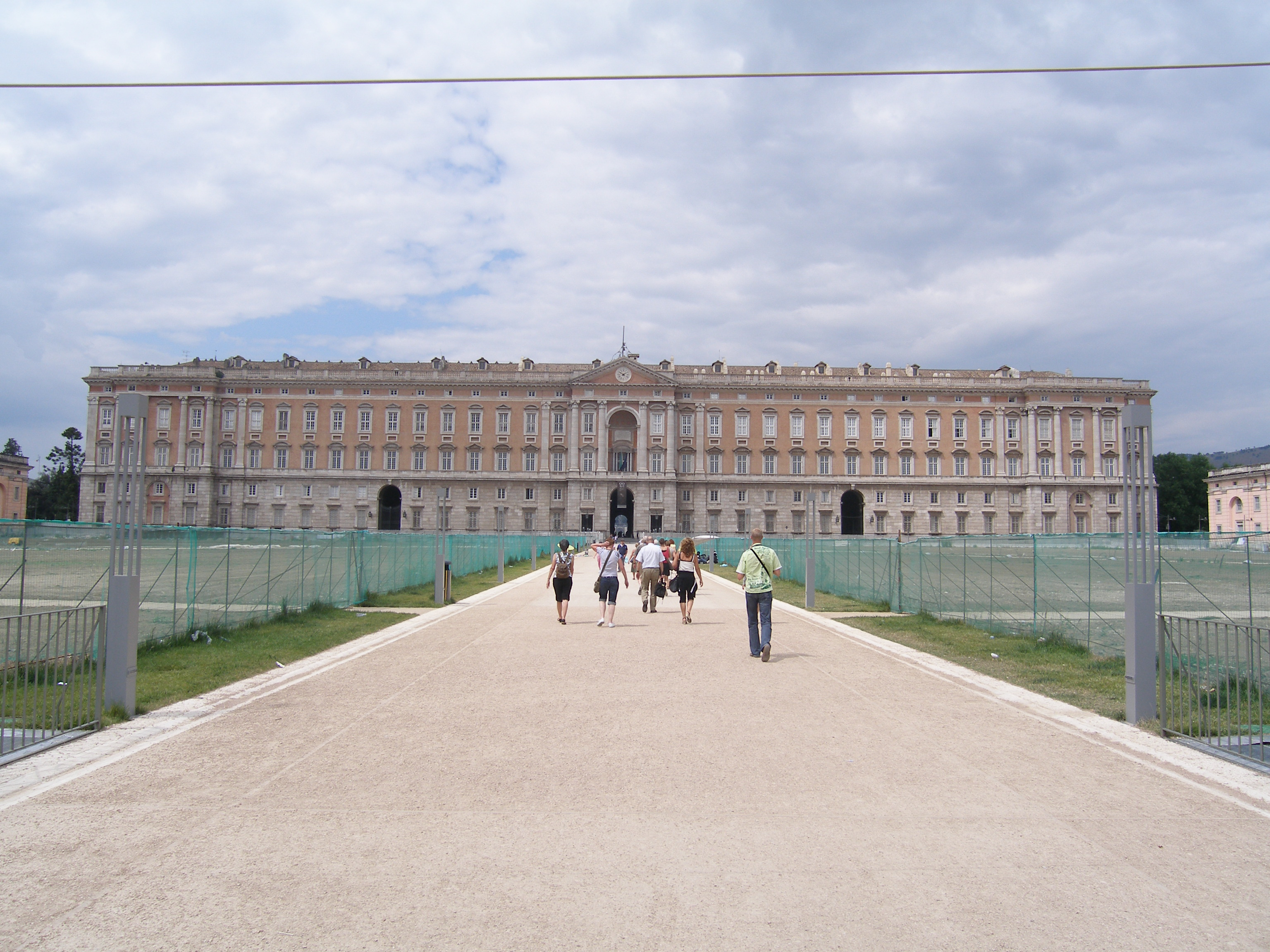
Het Paleis van Caserta

Luigi Vanvitelli, in het Nederlands: Lodewijk van Wittel (Napels, 12 mei 1700 – Caserta, 1 maart 1773) was een Nederlands-Italiaans architect. Hij is een van de meest prominente Italiaanse architecten uit de 18e eeuw en zijn stijl valt te omschrijven als een overgang van barokarchitectuur naar neoclassicisme.

## Biografie
Hij werd geboren in Napels als zoon van de Nederlandse immigrant Casper van Wittel, een veduteschilder die ook onder de naam Vanvitelli bekend is.
Vanvitelli werd opgeleid in Rome door de architect Nicola Salvi, terwijl die aan de bouw van de Trevi-fontein werkte. Vanvitelli behaalde opmerkelijke successen in de competities voor zowel de façade van de Sint-Jan van Lateranen (1732) als de façade van Palazzo Poli achter de Trevi-fontein. Paus Clemens XII stuurde hem daarop voor verschillende opdrachten naar de Marche.
In Ancona bedacht hij het enorme Lazzaretto, ook wel Mole Vanvitelliana (1732), een vijfhoekig gebouw (pentagon) dat meer dan 20.000 vierkante meters omvat. Het was bestemd om de militaire autoriteiten te beschermen tegen het gevaar van besmettelijke ziekten die de stad mogelijk per schip zouden bereiken. Later werd het gebruikt als militair ziekenhuis en als kazerne.
In Rome stabiliseerde Vanvitelli de koepel van de Sint-Pietersbasiliek toen er barsten in waren ontstaan. Hij schilderde er tevens de fresco's in de kapel van de Santa Cecilia in Trastevere.
Vanwege Vanvitelli's technische kennis en staat van dienst verkreeg hij de opdracht van Karel VII van Napels voor het grote Paleis van Caserta. Karel wilde vanuit dit nieuwe paleis het koninkrijk Napels gaan besturen. Vanvitelli werkte voor de rest van zijn leven aan het project, eerst voor Karel en later voor diens opvolger Ferdinand IV van Napels.
In Napels ontwierp Vanvitelli het Palazzo Reale (1753) verschillende paleizen en kerken. Hij tekende ook de plannen van het Foro Carolino waar het Dominicanessenklooster stond, later Complesso del Convitto Nazionale genoemd.
Als ingenieur bedacht hij voor Caserta het grote aquaductsysteem dat water bracht om de watervallen en de fonteinen in werking te stellen. Hij bouwde een brug over de Calore in Benevento, tegenwoordig bekend als de Ponte Vanvitelli.
Vanvitelli verbouwde, voor het jubeljaar 1750, de basiliek Santa Maria degli Angeli e dei Martiri.
- Biblioteca Nacional de España: XX994448
- Bibliothèque nationale de France: cb127487052 (data)
- Catàleg d'autoritats de noms i títols de Catalunya: 981058518534806706
- Gemeinsame Normdatei: 118803921
- International Standard Name Identifier: 0000 0000 6630 8818
- KulturNav: f1bd1da7-5744-4c9c-91b5-721ddca2bf3f
- Library of Congress Control Number: n50044948
- Nationale Bibliotheek van Tsjechië: ola2012693669
- Nationale bibliotheek van Australië: 35577738
- Nationale Bibliotheek van Israël: 987007275302105171
- Nationale Bibliotheek van Polen: a0000002177945
- Nederlandse Thesaurus van Auteursnamen: 071392645
- RKD-Nederlands Instituut voor Kunstgeschiedenis: 79430
- Istituto Centrale per il Catalogo Unico: CFIV002069
- SNAC: w63r111k
- Système universitaire de documentation: 02756049X
- Trove: 1001899
- Union List of Artist Names: 500010755
- Virtual International Authority File: 12432052
- WorldCat: E39PBJw4BrQmVbGJ6MPf6w8Bfq